# 박주효
박주효(朴主孝, 1997년 6월 29일~)는 대한민국의 역도 선수이다.

## 경력
2016년과 2017년 아시아 주니어 역도 선수권 대회, 2017년 주니어 세계 역도 선수권 대회에 참가해서 각각 4위, 2위, 3위를 차지했다.
2024년 8월 프랑스 파리에서 열린 2024년 하계 올림픽에 대한민국 국가대표로 참가했으며 인상 147kg, 용상 187kg, 합계 334kg의 기록으로 7위에 올랐다.